# Ação de caixa

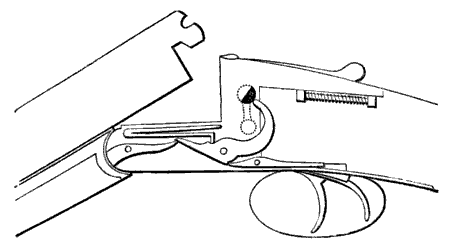
Diagrama da ação de caixa, exibida com a ação aberta, cães engatilhados e a segurança do bloco ativada

A ação de caixa (em inglês boxlock action), é um tipo de ação de arma de fogo sem cão comumente usado em rifles de cano duplo, que remonta a 1875. Foi desenvolvida pelos armeiros Anson e Deeley, com base na ação anterior da Westley Richards onde eles trabalhavam. O grande diferencial da ação de caixa é que ela usa cães auto-engatilhados ocultos em uma ação basculante, uma evolução surgida em 1882.
Fortemente recusada no início pela maioria dos esportistas e fabricantes, a ação de caixa rapidamente se tornou a forma dominante de ação de rifles de cano duplo.

## Outras ações de armas de fogo
- Ação de ferrolho
- Ação de bloco cadente
- Ação de alavanca
- Ação de bombeamento
- Ação de ferrolho basculante
- Ação de bloco pivotante
- Ação semiautomática